# Pološka jama
Pološka jama je kraška jama, ki se nahaja v gori Osojnici nad planino Polog v Triglavskem narodnem parku nad dolino Tolminke.
Jama, ki spada med gorske korozijske jame, je dolga 10.800 m in globoka 704 m. V višinski razliki 705 m je kar 12 km dolg splet rovov in brezen. To jo uvršča na peto mesto na lestvici dolžin in deseto mesto na lestvici globin slovenskih jam. Dolga leta veljala za »najvišjo« jamo na svetu. Jamo so v začetku sedemdesetih let 20. stoletja skoraj v celoti raziskali navzgor. 
Zgornji, umetno odkopani vhod, leži blizu planine Lašca, spodnji, naravni vhod, pa v vznožju južnega prepadnega ostenja Osojnice. Splet sestavljajo predvsem meandri, veliko pa je tudi poševnih, precej podrtih rovov. Poleg tega je v jamskem sistemu nekaj velikih dvoran, v zgornjem delu pa je veliko brezen. V spodnjih nadstropjih teče voda tudi ob suši. Zaradi teh razlik sodi Pološka jama med večfazne jamske sisteme.
Kapniških tvorb v jami skoraj ni. Najzanimivejše so oblike, ki jih je ustvarila in jih še ustvarja tekoča voda. Najlepša je Trobenta, drasla lijakaste oblike, ki je nastala v okljuku meandra.
V neposredni bližini jamskega spleta Pološke jame je znanih še pet jam in brezen, ki so verjetno povezane v isti jamski sistem, vendar pa prehodov vanj še niso našli. Izjemno zanimivi so t. i. dihalniki Na Palcu, ki ležijo okoli 200 m nad najvišjimi deli Pološke jame. Topli jamski zrak uhaja skozi grušč in topi več metrov debelo snežno odejo ter tako ustvarja rove v snegu. 
Pološka jama je zavarovana kot naravni spomenik in tako sodi med ožja zavarovana območja v Triglavskem narodnem parku.